# Asplenium subtrapezoideum
Asplenium subtrapezoideum là một loài thực vật có mạch trong họ Aspleniaceae. Loài này được Ching miêu tả khoa học đầu tiên năm 1989.